# Ziemiany (Banie Mazurskie)
Ziemiany (deutsch Ziemianen) ist ein Ort in der polnischen Woiwodschaft Ermland-Masuren und gehört zur Landgemeinde Banie Mazurskie im Powiat Gołdapski (Kreis Goldap).

## Geographische Lage
Ziemiany liegt im Nordosten der Woiwodschaft Ermland-Masuren, 15 Kilometer südwestlich der Kreisstadt Gołdap (Goldap) bzw. 23 Kilometer nordöstlich der früheren Kreishauptstadt Angerburg (polnisch Węgorzewo).

## Geschichte
Das ursprünglich nur aus einem kleinen Gehöft bestehende Szemjahnen wurde 1566 gegründet. Im Jahre 1874 kam es zu dem neu errichteten Amtsbezirk Surminnen (polnisch Surminy), der bis 1945 bestand und zum Kreis Angerburg im Regierungsbezirk Gumbinnen der preußischen Provinz Ostpreußen gehörte.
Im Jahre 1910 zählte Ziemianen 214 Einwohner. Am 30. September 1928 gab es seine Selbständigkeit auf, indem es sich mit den Nachbarorten Kulsen (polnisch Kulsze) und Schupowen (1938 bis 1945: Schuppau, polnisch Czupowo) zur neuen Landgemeinde Kulsen zusammenschloss.
In Kriegsfolge kam Ziemianen 1945 mit dem gesamten südlichen Ostpreußen zu Polen und trägt seither die polnische Namensform „Ziemiany“. Es ist heute eine Ortschaft im Verbund der Landgemeinde Banie Mazurskie im Powiat Gołdapski, vor 1998 zur Woiwodschaft Suwałki, seitdem zur Woiwodschaft Ermland-Masuren zugehörig.

## Kirche
Kirchlich war Ziemianen bis 1945 einerseits in das Kirchspiel der evangelischen Kirche in Benkheim (polnisch Banie Mazurskie) im Kirchenkreis Angerburg in der Kirchenprovinz Ostpreußen der Kirche der Altpreußischen Union, andrerseits in die katholische Pfarrei in Gołdap im Bistum Ermland eingepfarrt. Heute ist Ziemiany Teil der katholischen Pfarrgemeinde in Banie Mazurskie im Dekanat Gołdap im Bistum Ełk (Lyck) der Römisch-katholischen Kirche in Polen bzw. der evangelischen Kirche in Gołdap, einer Filialkirche von Suwałki in der Diözese Masuren der Evangelisch-Augsburgischen Kirche in Polen.

## Verkehr
Ziemiany liegt an einer Nebenstraße, die in Banie Mazurskie (Benkheim) von der polnischen Woiwodschaftsstraße DW 650 (einstige deutsche Reichsstraße 136) abzweigt und in nördlicher Richtung über Kulsze (Kulsen) nach Rogale (Rogahlen, 1938 bis 1945 Gahlen) führt. Eine Bahnanbindung besteht nicht.